# Accroche-cœur
Pour un autre film, voir L'Accroche-cœur (film).
Pour le nom vernaculaire d'une plante en Nouvelle-Calédonie, voir Guilandina bonduc.
Pour l’article ayant un titre homophone, voir Accroche-Cœurs.
Pour plus de détails, voir Fiche technique et Distribution.
Accroche-cœur est un film français réalisé par Chantal Picault et sorti en 1987.

## Fiche technique
- Titre : Accroche-cœur
- Réalisation : Chantal Picault
- Conseiller technique : Jean Marbœuf
- Scénario : Chantal Picault, d'après le roman de Monique Lange
- Photographie : Gilberto Azevedo
- Décors : Philippe Chiffre
- Costumes : Christiane Guégan
- Son : Yves Osmu
- Musique : Luc Le Masne
- Montage : Frédéric de Chateaubriant
- Production : Extension Films - Synchronie Productions - Europimages
- Pays d'origine :  France
- Durée : 90 minutes
- Date de sortie : France - 25 novembre 1987

## Distribution
- Sandrine Dumas : Sara
- Patrick Bauchau : Léo
- László Szabó : le metteur en scène
- Elisabeth Kaza : la mère de Léo
- Georges Lunghini
- Zazie Delem
- Catherine Guillot
- Catherine Hérold
- Sean MacKeon
- David Martin
- Jean-Christophe Pastrain
- Alice Piguet
- Juliette Sane
- Corinne Tell
- Dolorès Torres
- Edith Winkler